# Championnats du Sri Lanka de cyclisme sur route
Les championnats du Sri Lanka de cyclisme sur route sont les championnats nationaux de cyclisme sur route organisés dans l'État du Sri Lanka.

## Podiums des championnats masculins

### Course en ligne
| Année | Vainqueur                | Deuxième          | Troisième           |
| ----- | ------------------------ | ----------------- | ------------------- |
| 2014  | Buddhika Warnakulasuriya |                   |                     |
| 2015  | Naveen Ruchira           | Jeevan Jayasinghe | Wajira Pushpakumara |
| 2023  | Chamod de Silva          | Niran Pasindu     | Ashen Tharula       |

### Contre-la-montre
| Année | Vainqueur                | Deuxième                 | Troisième                |
| ----- | ------------------------ | ------------------------ | ------------------------ |
| 2014  | Buddhika Warnakulasuriya | Dane Nugara              |                          |
| 2015  | Dane Nugara              | Buddhika Warnakulasuriya |                          |
| 2018  | Dane Nugara              | Janaka Hemantha          | Buddhika Warnakulasuriya |

### Course en ligne espoirs
| Année | Vainqueur       | Deuxième      | Troisième        |
| ----- | --------------- | ------------- | ---------------- |
| 2014  | ?               | Nipuna Shiran |                  |
| 2015  | Nidush Nirantha | Ashen Tharuka | Charith Fernando |

### Course en ligne juniors
| Année | Vainqueur       | Deuxième       | Troisième          |
| ----- | --------------- | -------------- | ------------------ |
| 2015  | Pasindu Lakshan | Awishka Madosa | Prabash Madhusanka |

## Podiums des championnats féminins

### Course en ligne
| Année | Vainqueur         | Deuxième                | Troisième            |
| ----- | ----------------- | ----------------------- | -------------------- |
| 2014  | Dinesha Dilrukshi | Sudarika Priyadharshani | Nimasha Silva        |
| 2015  | Niluka Shyamali   | Ayesha Madushani        | Madushani Ranasinghe |
| 2023  | Dinesh Dilrukshi  | Panchali Sulochana      | Anne Shenali         |

### Contre-la-montre
| Année | Vainqueur | Deuxième                 | Troisième         |
| ----- | --------- | ------------------------ | ----------------- |
| 2014  | ?         | Sudharika Priyadharshani | Dinesha Dilrukshi |

### Course en ligne juniors
| Année | Vainqueur         | Deuxième                 | Troisième             |
| ----- | ----------------- | ------------------------ | --------------------- |
| 2015  | Madumali Fernando | W. Sandunika Chandramali | Udeshini Kumarasinghe |